# Абдрашитов Вадим Юсупович
Вадим Юсупович Абдрашитов (19 січня 1945, Харків — 12 лютого 2023) — радянський і російський кінорежисер і педагог (професор ВДІК). Заслужений діяч мистецтв РРФСР (1987). Народний артист Російської Федерації (1992). Лауреат Державної премії РРФСР імені братів Васильєвих (1984), Державної премії СРСР (1991) та багатьох кінопремій.

## Біографічні відомості
У 1970 році вступив на режисерський факультет ВДІКу, в майстерню М. І. Ромма, після смерті якого продовжив навчання у Л. О. Куліджанова. У 1974 році захистив свою дипломну роботу — сатиричну комедію за оповіданням Г. Горіна «Зупиніть Потапова!».
Знімав кіно в основному в жанрі побутово-психологічної драми. Певні критики визначали цей жанр як радянський «артхаус», з чим режисер не погоджувався, підкреслюючи суспільний резонанс і універсальність проблем, яких торкаються його фільми, та гарне сприйняття картин масовим глядачем. Плідно співпрацював зі сценаристом Олександром Міндадзе, створив з ним 11 кінофільмів, які яскраво відрізняє оригінальність сюжетів і відсутність кінематографічних кліше.
У 1986—1990 рр. — секретар правління Спілки кінематографістів СРСР, Член СКР, дійсний член Російської Академії кіно, член правління Гільдії кінорежисерів Росії, член журі премії «Тріумф», Голова Правління кіностудії «Арк-фільм» кіноконцерну «Мосфільм», професор ВДІКу, керівник майстерні кафедри режисури художнього фільму ВДІКу; голова журі V МКФ «Послання до людини» (1995), викладач Вищих курсів сценаристів і режисерів.

## Фільмографія
- 1974 — Зупиніть Потапова!
- 1976 — Слово для захисту
- 1978 — Поворот
- 1980 — Полювання на лисиць
- 1982 — Зупинився поїзд
- 1984 — Парад планет
- 1986 — Плюмбум, або Небезпечна гра
- 1988 — Слуга
- 1991 — Армавір
- 1995 — П'єса для пасажира
- 1997 — Час танцюриста
- 2003 — Магнітні бурі